# PGC 42841
LEDA/PGC 42841 ist eine Spiralgalaxie vom Hubble-Typ Sc im Sternbild Großer Bär am Nordsternhimmel. Sie ist schätzungsweise 226 Millionen Lichtjahre von der Milchstraße entfernt und hat eine Ausdehnung von etwa 165.000 Lichtjahren. Vom Sonnensystem aus entfernt sich das Objekt mit einer errechneten Radialgeschwindigkeit von näherungsweise 5.000 Kilometern pro Sekunde.
Gemeinsam mit PGC 42844 bildet sie das gravitativ gebundene Galaxienpaar Holm 452 oder KPG 354 und gilt als Teil der zehn Mitglieder zählenden der Lyons Groups of Galaxies LGG 300 um NGC 4686. Im selben Himmelsareal befinden sich unter anderem die Galaxien NGC 4646, NGC 4669, PGC 214022, PGC 2487305.